# 伊斯利鎮區 (密蘇里州梅肯縣)
伊斯利鎮區（英語：Easley Township）是位於美國密蘇里州梅肯縣的一個行政鎮區。

## 地方資料
伊斯利鎮區的面積為82.30平方千米，當中陸地面積為81.24平方千米，而水域面積為1.06平方千米。根據2020年美國人口普查的數據，當地共有人口173人，而人口密度為每平方千米2.1人。